# Мирмидон
Мирмидон (др.-греч. Μυρμιδόν, от μύρμηξ «муравей») — персонаж древнегреческой мифологии, эпоним племени мирмидонцев. Сын Зевса и Евримедусы (Эвримедузы), Зевс зачал его в облике муравья. Женой Мирмидона стала Писидика, дочь Эола. Отец Антифа и Актора. Отец Евполемеи, матери Эфалида. От него произошли мирмидоняне.